# David Weaver
David Michael Weaver (Black Mountain, 9 ottobre 1987) è un ex cestista statunitense.

## Palmarès
- Campionati portoghesi: 1

Benfica: 2013-14
- Coppa di Portogallo: 1

Benfica: 2014
- Supercoppe del Portogallo: 1

Benfica: 2013
- Coppa di Lega israeliana: 1

Maccabi Rishon LeZion: 2018